# نوک‌بزرگ ران‌سیاه
نوک‌بزرگ ران‌سیاه (نام علمی: Peucticus tibialis) یک پرنده دانه‌خوار بزرگ از خانواده کاردینال است که بومی کوه‌های کاستاریکا و غرب پاناما است.
نوک‌بزرگ ران‌سیاه در بوته‌ها یا درختان برای حشرات، دانه‌ها و سته‌ها تغذیه می‌کند. ندای پینک تیز است و آهنگ جریان موسیقایی از چهچهه، سوت و آواز و تغییر لحن است.